# Marmormolch
Der Marmormolch (Triturus marmoratus) ist eine südwesteuropäische Schwanzlurchart aus der Gattung Triturus.

## Merkmale

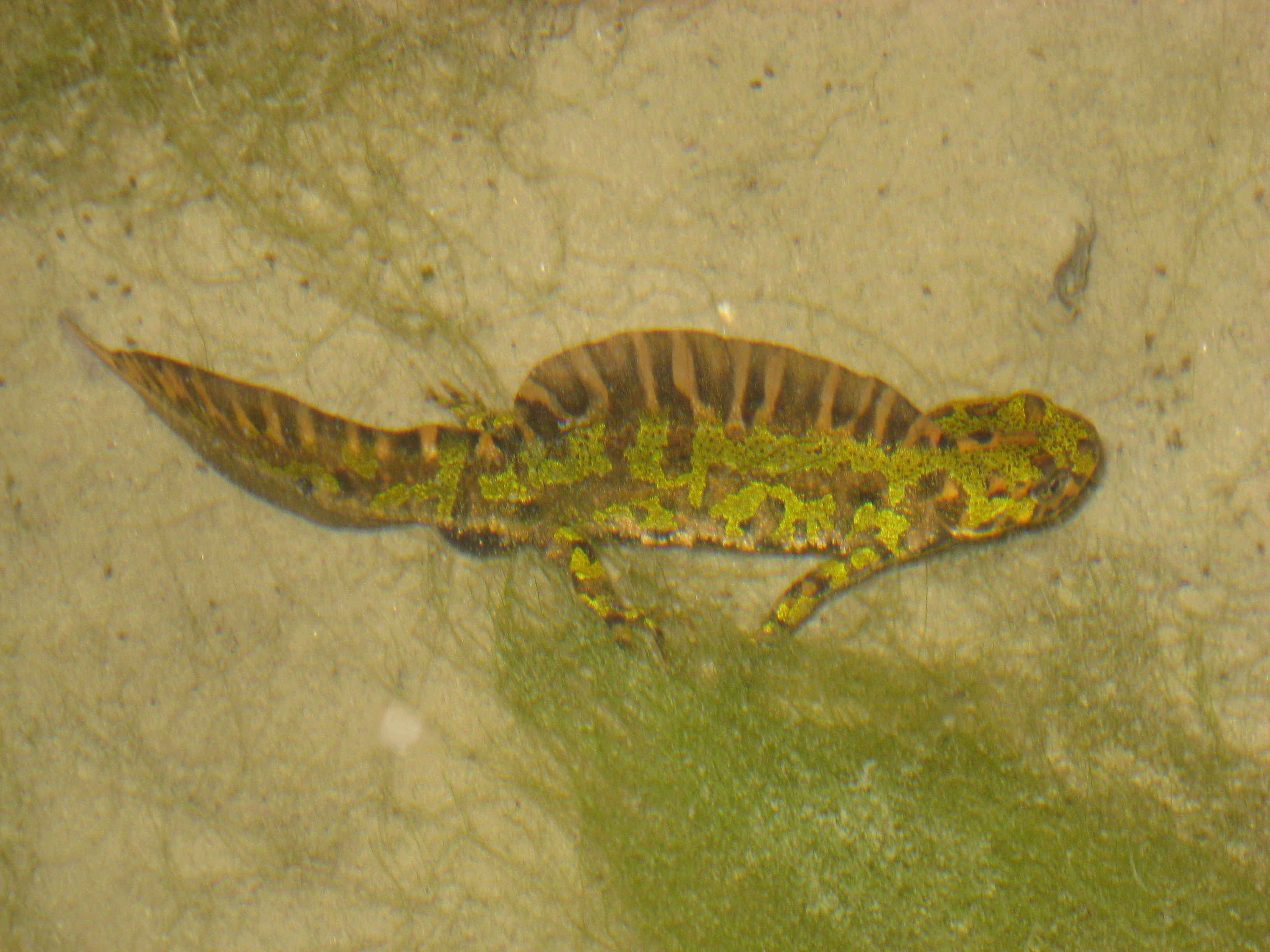
Männchen in Paarungstracht unter Wasser

Beide Geschlechter werden bis zu 16 Zentimeter lang. Tiere aus Südportugal und Südspanien, die deutlich kleiner bleiben, werden inzwischen als eigene Art Südlicher Marmormolch (auch: Zwerg-Marmormolch, Triturus pygmaeus) behandelt. Die Oberseite wird durch eine marmorierte Fleckenzeichnung aus Grün und Schwarz-Grau geprägt. Die Männchen entwickeln zur Paarungszeit einen hohen Rückenkamm. Dieser Hautsaum ist im Gegensatz zu den Kammmolchen nicht gezackt, sondern mehr oder weniger ganzrandig und schwarzgrau-braungelblich gebändert. Im Bereich der Schwanzwurzel zeichnet sich eine Einkerbung zwischen Rücken- und oberem Schwanzflossensaum ab. Die Unterseite ist bei beiden Geschlechtern einheitlich dunkel (schwarz-braun, grau) gefärbt und weist manchmal viele weiße Pünktchen auf. Die Weibchen besitzen keine auffälligen Hautsäume; oft haben sie eine orange Längslinie auf der Rückenmitte. In der Landtracht wird die Grünfärbung sogar noch leuchtender; die Hautoberfläche ist dann nicht mehr glatt, sondern samtartig. Der seitlich abgeflachte Ruderschwanz wird in dieser Zeit rundlicher.

## Lebensraum, Lebensweise
Der Marmormolch ist eine anpassungsfähige Art, die unterschiedlichste Landschaften und Gewässerbiotope besiedelt. Je nach geographischer Lage ist die Aktivitätszeit unterschiedlich. Im Norden des Verbreitungsgebietes, in Nordwestfrankreich, reicht die Laichphase, während der die Art Gewässer aufsucht, von März bis August. Im Süden der Iberischen Halbinsel gibt es keine Winterruhe; in dieser Jahreszeit sind die Tiere dort ebenfalls im Wasser aktiv. (Zum Balzverhalten vergleiche: Nördlicher Kammmolch.) Die Weibchen legen pro Saison 200 bis 380 hellgelbliche Eier in ovalen Gallerthüllen, die sie einzeln an Wasserpflanzen kleben. An Land halten sich Marmormolche unter Steinen oder Totholz versteckt und gehen nachts auf Nahrungssuche nach verschiedensten Wirbellosen. Während des Wasseraufenthaltes fressen sie auch die kleineren Spanischen Wassermolche (Lissotriton boscai) und deren Larven. Sie selbst werden unter anderem zum Opfer der Vipernatter (Natrix maura); ihre Larven werden von Wasserinsekten und aquatilen Insektenlarven gefressen.

## Verbreitung, Schutz

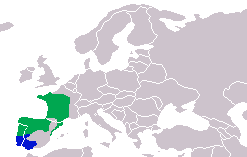
Verbreitung des Marmormolches (grün) sowie des Zwerg-Marmormolches (blau)

Marmormolche sind von Frankreich (mit Ausnahme des Ostens) über Teile Spaniens bis nach Portugal verbreitet. In Nordwest- und Zentralfrankreich wird auch Hybridisierung mit dem recht nahe verwandten Nördlichen Kammmolch beobachtet. Diese Tiere sind mit bis zu 18 Zentimetern oft „riesenwüchsig“.
Gesetzlicher Schutzstatus (Auswahl)
- FFH-Richtlinie: Anhang IV (streng zu schützende Art)
- Bundesnaturschutzgesetz (BNatSchG): streng geschützt